# Almir Bekić
Almir Bekić (ur. 1 czerwca 1989 w Tuzli) – bośniacki piłkarz występujący na pozycji lewego obrońcy w bośniackim klubie Zrinjski Mostar.

## Kariera klubowa

### FK Sloboda Tuzla
W 2007 roku podpisał kontrakt z klubem FK Sloboda Tuzla. Zadebiutował 3 września 2008 w meczu Premijer ligi przeciwko Zrinjski Mostar (2:1). Pierwszą bramkę zdobył 25 października 2008 w meczu ligowym przeciwko NK Travnik (1:1).

### Dinamo Zagrzeb
1 lipca 2010 przeszedł do drużyny Dinamo Zagrzeb.

### NK Lokomotiva
1 sierpnia 2010 został wysłany na wypożyczenie do zespołu NK Lokomotiva. Zadebiutował 7 sierpnia 2010 w meczu 1. HNL przeciwko Istra 1961 (1:0).

### FK Sloboda Tuzla
1 stycznia 2011 udał się na wypożyczenie do klubu FK Sloboda Tuzla. Zadebiutował 12 marca 2011 w meczu Premijer ligi przeciwko FK Sarajevo (0:0). Pierwszą bramkę zdobył 9 kwietnia 2011 w meczu ligowym przeciwko FK Leotar Trebinje (1:3).

### NK GOŠK Gabela
27 lipca 2012 został wysłany na wypożyczenie do drużyny NK GOŠK Gabela. Zadebiutował 12 sierpnia 2012 w meczu Premijer ligi przeciwko NK Zvijezda Gradačac (1:0). Pierwszą bramkę zdobył 19 września 2012 w meczu Pucharu Bośni i Hercegowiny przeciwko NK Travnik (1:3). Pierwszą bramkę w lidze zdobył 6 października 2012 w meczu przeciwko FK Leotar Trebinje (4:2).

### NK Sesvete
9 sierpnia 2013 udał się na wypożyczenie do zespołu NK Sesvete. Zadebiutował 17 sierpnia 2013 w meczu 2. HNL przeciwko HNK Gorica (3:0), w którym zdobył swoją pierwszą bramkę.

### FK Sloboda Tuzla
20 lutego 2015 przeszedł do klubu FK Sloboda Tuzla. Zadebiutował 28 lutego 2015 w meczu Premijer ligi przeciwko NK Travnik (4:0), w którym zdobył swoją pierwszą bramkę.

### FK Sarajevo
1 lipca 2015 podpisał kontrakt z drużyną FK Sarajevo. Zadebiutował 14 lipca 2015 w meczu kwalifikacji do Ligi Mistrzów przeciwko Lechowi Poznań (0:2). W Premijer lidze zadebiutował 3 sierpnia 2015 w meczu przeciwko NK Travnik (1:0). Pierwszą bramkę zdobył 26 października 2016 w meczu Pucharu Bośni i Hercegowiny przeciwko FK Kozara Gradiška (0:5). Pierwszą bramkę w lidze zdobył 10 grudnia 2017 w meczu przeciwko NK Vitez (0:3). 10 maja 2019 wystąpił w meczu rewanżowym finału Pucharu Bośni i Hercegowiny przeciwko NK Široki Brijeg (1:0) i zdobył trofeum. W sezonie 2018/19 jego zespół zajął pierwsze miejsce w tabeli zdobywając mistrzostwo Bośni i Hercegowiny.

### FK Sloboda Tuzla
1 lipca 2019 przeszedł do zespołu FK Sloboda Tuzla. Zadebiutował 21 lipca 2019 w meczu Premijer ligi przeciwko FK Radnik Bijeljina (2:1).

### Zrinjski Mostar
16 lipca 2020 podpisał kontrakt z klubem Zrinjski Mostar. Zadebiutował 1 sierpnia 2020 w meczu Premijer ligi przeciwko FK Olimpik Sarajewo (1:0).

## Kariera reprezentacyjna

### Bośnia i Hercegowina
W 2016 roku otrzymał powołanie do reprezentacji Bośni i Hercegowiny. Zadebiutował 7 czerwca 2016 w meczu towarzyskim przeciwko reprezentacji Japonii (1:2).

## Statystyki

### Klubowe
(aktualne na dzień 4 lutego 2021)
| Klub                    | Sezon              | Liga               | Liga  | Liga   | Puchar kraju | Puchar kraju | Europa | Europa | Suma  | Suma   |
| Klub                    | Sezon              | Liga               | Mecze | Bramki | Mecze        | Bramki       | Mecze  | Bramki | Mecze | Bramki |
| ----------------------- | ------------------ | ------------------ | ----- | ------ | ------------ | ------------ | ------ | ------ | ----- | ------ |
| FK Sloboda Tuzla        | 2008/09            | Premijer liga      | 10    | 1      | 0            | 0            | –      | –      | 10    | 1      |
| FK Sloboda Tuzla        | 2009/10            | Premijer liga      | 25    | 1      | 0            | 0            | –      | –      | 25    | 1      |
| FK Sloboda Tuzla        | Ogólnie            | Ogólnie            | 35    | 2      | 0            | 0            | 0      | 0      | 35    | 2      |
| NK Lokomotiva (wyp.)    | 2010/11            | 1. HNL             | 10    | 0      | 0            | 0            | –      | –      | 10    | 0      |
| NK Lokomotiva (wyp.)    | Ogólnie            | Ogólnie            | 10    | 0      | 0            | 0            | 0      | 0      | 10    | 0      |
| FK Sloboda Tuzla (wyp.) | 2010/11            | Premijer liga      | 12    | 2      | 0            | 0            | –      | –      | 12    | 2      |
| FK Sloboda Tuzla (wyp.) | 2011/12            | Premijer liga      | 13    | 3      | 0            | 0            | –      | –      | 13    | 3      |
| FK Sloboda Tuzla (wyp.) | Ogólnie            | Ogólnie            | 25    | 5      | 0            | 0            | 0      | 0      | 25    | 5      |
| NK GOŠK Gabela (wyp.)   | 2012/13            | Premijer liga      | 21    | 5      | 2            | 1            | –      | –      | 23    | 6      |
| NK GOŠK Gabela (wyp.)   | Ogólnie            | Ogólnie            | 21    | 5      | 2            | 1            | 0      | 0      | 23    | 6      |
| NK Sesvete (wyp.)       | 2013/14            | 2. HNL             | 27    | 1      | 0            | 0            | –      | –      | 27    | 1      |
| NK Sesvete (wyp.)       | Ogólnie            | Ogólnie            | 27    | 1      | 0            | 0            | 0      | 0      | 27    | 1      |
| FK Sloboda Tuzla        | 2014/15            | Premijer liga      | 13    | 1      | 0            | 0            | –      | –      | 13    | 1      |
| FK Sloboda Tuzla        | Ogólnie            | Ogólnie            | 13    | 1      | 0            | 0            | 0      | 0      | 13    | 1      |
| FK Sarajevo             | 2015/16            | Premijer liga      | 20    | 0      | 3            | 0            | 2      | 0      | 25    | 0      |
| FK Sarajevo             | 2016/17            | Premijer liga      | 26    | 0      | 7            | 1            | –      | –      | 33    | 1      |
| FK Sarajevo             | 2017/18            | Premijer liga      | 24    | 1      | 1            | 0            | 2      | 0      | 27    | 1      |
| FK Sarajevo             | 2018/19            | Premijer liga      | 10    | 0      | 5            | 0            | 0      | 0      | 15    | 0      |
| FK Sarajevo             | Ogólnie            | Ogólnie            | 80    | 1      | 16           | 1            | 4      | 0      | 100   | 2      |
| FK Sloboda Tuzla        | 2019/20            | Premijer liga      | 18    | 0      | 0            | 0            | –      | –      | 18    | 0      |
| FK Sloboda Tuzla        | Ogólnie            | Ogólnie            | 18    | 0      | 0            | 0            | 0      | 0      | 18    | 0      |
| Zrinjski Mostar         | 2020/21            | Premijer liga      | 14    | 0      | 2            | 0            | 1      | 0      | 17    | 0      |
| Zrinjski Mostar         | Ogólnie            | Ogólnie            | 14    | 0      | 2            | 0            | 1      | 0      | 17    | 0      |
| Ogólnie w karierze      | Ogólnie w karierze | Ogólnie w karierze | 243   | 15     | 20           | 2            | 5      | 0      | 268   | 17     |

### Reprezentacyjne
| Reprezentacja        | Rok     | Mecze | Bramki |
| -------------------- | ------- | ----- | ------ |
| Bośnia i Hercegowina |         |       |        |
| 2016                 | 1       | 0     |        |
| 2018                 | 2       | 0     |        |
| Ogólnie              | Ogólnie | 3     | 0      |

| Mecze i gole w reprezentacji | Mecze i gole w reprezentacji | Mecze i gole w reprezentacji | Mecze i gole w reprezentacji | Mecze i gole w reprezentacji | Mecze i gole w reprezentacji | Mecze i gole w reprezentacji | Mecze i gole w reprezentacji |
| Lp.                          | Data                         | Miejsce                      | Gospodarz                    | Gość                         | Wynik                        | Gol                          | Rozgrywki                    |
| ---------------------------- | ---------------------------- | ---------------------------- | ---------------------------- | ---------------------------- | ---------------------------- | ---------------------------- | ---------------------------- |
| 1.                           | 07.06.2016                   | Suita                        | Japonia                      | Bośnia i Hercegowina         | 1:2                          |                              | Mecz towarzyski              |
| 2.                           | 28.01.2018                   | Carson                       | Stany Zjednoczone            | Bośnia i Hercegowina         | 0:0                          |                              | Mecz towarzyski              |
| 3.                           | 31.01.2018                   | San Antonio                  | Meksyk                       | Bośnia i Hercegowina         | 1:0                          |                              | Mecz towarzyski              |

## Sukcesy

### FK Sarajevo
- Mistrzostwo Bośni i Hercegowiny (1×): 2018/2019
- Puchar Bośni i Hercegowiny (1×): 2018/2019

### Reprezentacyjne
- Kirin Cup (1×): 2016